# Ульман, Линн
Линн Ульман (норв. Linn Ullmann, род. 9 августа 1966[…], Осло) — норвежская писательница, литературный критик и журналистка, дочь известной норвежской актрисы Лив Ульман и шведского режиссёра Ингмара Бергмана. В детстве снялась в нескольких художественных фильмах.

## Биография

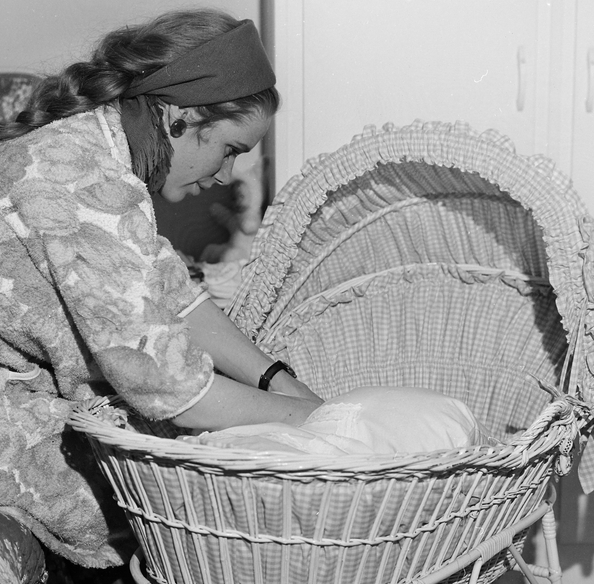
Линн в младенчестве и её мать Лив Ульман

Родилась в 1966 году в столице Норвегии, Осло. Её родители — известная норвежская актриса Лив Ульман и шведский режиссёр Ингмар Бергман, которые никогда не были женаты. Ульман долго жила в Нью-Йорке, окончила Нью-Йоркский университет, где изучала английскую литературу. В 1998 году она опубликовала роман «Пока ты уснёшь» («Før du sovner»), который быстро принёс ей признание и был переведён на многие языки. Позже Ульман заявила о себе как комментатор и журналист в ведущих норвежских изданиях Dagbladet (1996—1997) и Aftenposten (2006—2007).
Живёт в Осло и замужем за писателем Нильсом Фредриком Далем, от которого родила дочь. Воспитывает также старшего сына от предыдущего брака.
Библиография
Ульман написала шесть романов:
- «Før du sovner» (1998)
- «Når jeg er hos deg» (2000)
- «Nåde» (2002)
- «Et velsignet barn» (2005)
- «Det dyrebare» (2011)
- «De urolige» (2015)

## Награды
- Премия Доблоуга[6] (2017);
- «Золотое перо» (2007) за журналистский доработок;
- Награда Амалии Скрам (2007);
- Норвежская читательская премия (2002) за роман «Nåde».